# Puchar Świata w skeletonie 2003/2004
Puchar Świata w skeletonie 2003/2004 – 18. edycja tej imprezy. Cykl rozpoczął się w Calgary 29 listopada 2003 roku, a zakończył się 15 lutego 2004 roku w Altenbergu. Obrońcami Pucharu Świata wśród mężczyzn był Amerykanin Chris Soule, natomiast w rywalizacji kobiet reprezentantka Kanady, Michelle Kelly.

## Kalendarz Pucharu Świata
| Lp.                                 | Data                  | Miejscowość | Konkurencja | 1 miejsce       | 2 miejsce       | 3 miejsce             |
| ----------------------------------- | --------------------- | ----------- | ----------- | --------------- | --------------- | --------------------- |
| 1. PŚ                               | 29 listopada 2003     | Calgary     | Mężczyźni   | Kristan Bromley | Gregor Stähli   | Duff Gibson           |
| 1. PŚ                               | 29 listopada 2003     | Calgary     | Kobiety     | Lindsay Alcock  | Michelle Kelly  | Mellisa Hollingsworth |
| 2. PŚ                               | 6 grudnia 2003        | Lake Placid | Mężczyźni   | Kristan Bromley | Jimmy Shea      | Chris Soule           |
| 2. PŚ                               | 6 grudnia 2003        | Lake Placid | Kobiety     | Diana Sartor    | Lindsay Alcock  | Michelle Kelly        |
| 3. PŚ                               | 22 - 23 stycznia 2004 | Lillehammer | Mężczyźni   | Kristan Bromley | Kōshun Tōjō     | Duff Gibson           |
| 3. PŚ                               | 22 - 23 stycznia 2004 | Lillehammer | Kobiety     | Lindsay Alcock  | Lea Ann Parsley | Michelle Kelly        |
| 4. PŚ                               | 6 - 7 lutego 2004     | Sigulda     | Mężczyźni   | Tomass Dukurs   | Frank Kleber    | Kazuhiro Koshi        |
| 4. PŚ                               | 6 - 7 lutego 2004     | Sigulda     | Kobiety     | Kerstin Jürgens | Steffi Jacob    | Diana Sartor          |
| Mistrzostwa Europy 2004 – Altenberg |                       |             |             |                 |                 |                       |
| 5. PŚ                               | 15 lutego 2004        | Altenberg   | Mężczyźni   | Kristan Bromley | Duff Gibson     | Chris Soule           |
| 5. PŚ                               | 15 lutego 2004        | Altenberg   | Kobiety     | Diana Sartor    | Lindsay Alcock  | Michelle Kelly        |
| Mistrzostwa Świata 2004 – Königssee |                       |             |             |                 |                 |                       |

## Klasyfikacje
| Lp. | Zawodnik         | Punkty |
| --- | ---------------- | ------ |
| 1.  | Kristan Bromley  | 229    |
| 2.  | Duff Gibson      | 200    |
| 3.  | Frank Kleber     | 171    |
| 4.  | Chris Soule      | 166    |
| 5.  | Kazuhiro Koshi   | 150    |
| 6.  | Kevin Ellis      | 127    |
| 7.  | Paul Boehm       | 117    |
| 8.  | Jimmy Shea       | 114    |
| 9.  | Philippe Cavoret | 111    |
| 10. | Kōshun Tōjō      | 107    |

| Lp. | Zawodnik              | Punkty |
| --- | --------------------- | ------ |
| 1.  | Lindsay Alcock        | 157    |
| 2.  | Diana Sartor          | 139    |
| 3.  | Michelle Kelly        | 134    |
| 4.  | Kerstin Jürgens       | 109    |
| 5.  | Tanja Morel           | 102    |
| 6.  | Lea Ann Parsley       | 99     |
| 7.  | Steffi Jacob          | 95     |
| 8.  | Mellisa Hollingsworth | 93     |
| 9.  | Katie Koczynski       | 86     |
| 10. | Tristan Gale          | 79     |